# Нидерландски владения в Индия
Нидерландските владения в Индия обхващат селищата и търговските постове на Холандската източноиндийска компания на Индийския субконтинент. Използва се само като географски термин, тъй като не е имало политическа власт, управляваща цяла Холандска Индия. Вместо това Холандска Индия е разделена на губернанствата Холандски Цейлон и Холандски Коромандел, команването Холандски Малабар и директоратите Холандски Бенгал и Холандски Сурат.
Нидерландските владения в Индия не трябва да се бъркат с Нидерландска Индия (понякога наричана Нидерландски Източни Индии), официалното наименование на нидерландската колония, обхващаща основната част от днешна Индонезия, както и с владението Нидерландски Антили в Америка (понякога наричано Нидерландски Западни Индии).